# セプトリン
セプトリン (Sceptrin) は、海綿から発見された化合物である。1981年に、Agelas sceptrum から単離され、強力な抗生物質作用が示された。近縁種の Agelas conifera からも発見されている。細菌の持つアクチンのホモログMreBと親和性を持ち、細胞壁の分解を引き起こす。また、細胞死を妨げる作用も確認されている。